# Dendrochilum joclemensii
Dendrochilum joclemensii är en orkidéart som beskrevs av Oakes Ames. Dendrochilum joclemensii ingår i släktet Dendrochilum och familjen orkidéer. Inga underarter finns listade i Catalogue of Life.